# Faidas
Las faidas eran, según el Diccionario Hispano-Americano, guerras particulares que se suscitaban entre los germanos antes de la invasión de Roma, para dirimir ofensas ya puramente personales, ya entre población y población, ya entre una y otra tribu, sin intervención de la máxima autoridad, y que en los hechos se tornaba en una "guerra privada".
El influjo del cristianismo modificó algo el carácter feroz de estas guerras particulares, inculcando a pueblos y señores la idea de que -por lo menos- habían de concederse mutuamente un plazo, dentro del cual los bandos en pleito pudieran arreglar pacíficamente la querella; y en caso de no conseguirse, que las hostilidades se declarasen con alguna anticipación, abriendo al propio tiempo asilos en las iglesias y otros lugares sagrados. 
La aparición y fortalecimiento del Estado nación moderno influyó en la desaparición progresiva de las faidas en diversas culturas, en tanto los clanes o individuos en pleito preferían que un tercero con gran poder e influencia (la autoridad estatal) resolviera los pleitos privados administrando justicia en vez de agotar sus fuerzas -y arriesgarse a la mutua destrucción- en una guerra particular. 
No obstante, en contextos donde la autoridad estatal era muy débil o inexistente (el Salvaje Oeste estadounidense o las Tribus de Arabia), las faidas subsistieron por décadas, en tanto solían ser una forma de "justicia de compensación" aunque basada en la simple venganza antes que suprimir la causa de la injusticia.
Aunque el sistema de la faida desapareció de Europa durante la Edad Media, se asemejaba en muchos aspectos a la 'vendetta' conocida hasta la actualidad en las islas del Mediterráneo (Córcega, Cerdeña, Sicilia), en el sur de Italia (Mezzogiorno), en los Balcanes (especialmente en Albania y Kosovo con el nombre de "Gjakmarrja"), así como en Turquía (sobre todo en Anatolia, Kurdistán y la región de Trebisonda), donde los móviles de la faida suelen ser conflictos referidos al "honor" o "prestigio" de un individuo, clan, o familia.

## Etimología
La palabra faida procede del alto alemán antiguo fehida (protogermánico: *faihitha), que significa enemigo (Feind en alemán, foe en inglés).